# Lange Ruige Weide
Lange Ruige Weide is een voormalige Zuid-Hollandse gemeente. De gemeente werd in 1964 opgeheven.

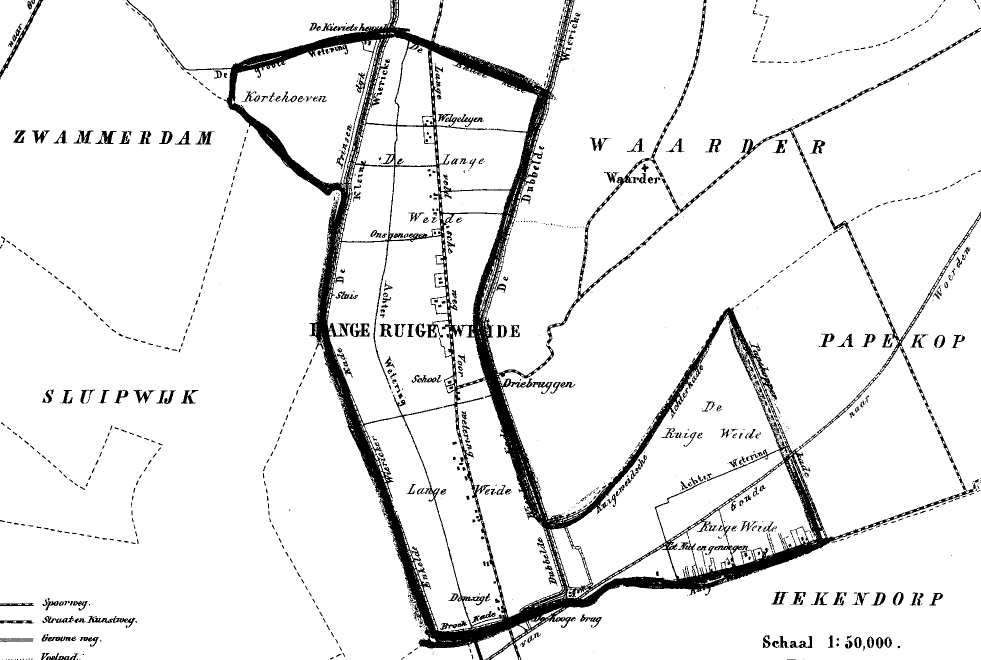
Kaart van Lange Ruige Weide in 1866

De gemeente bestond voor de Franse tijd als ambachtsheerlijkheid Lange en Ruige Weide.
Belangrijkste woonkern was Driebruggen. Daar kwam ook de gemeenteraad bijeen.
De gemeente omvatte de polders Lange Weide, Ruige Weide en Kortehoeven (ook: Kortenhoeven). Ook de buurtschappen Langeweide, Ruigeweide behoorden tot de gemeente. De gemeente had een oppervlakte van 1.049 ha.

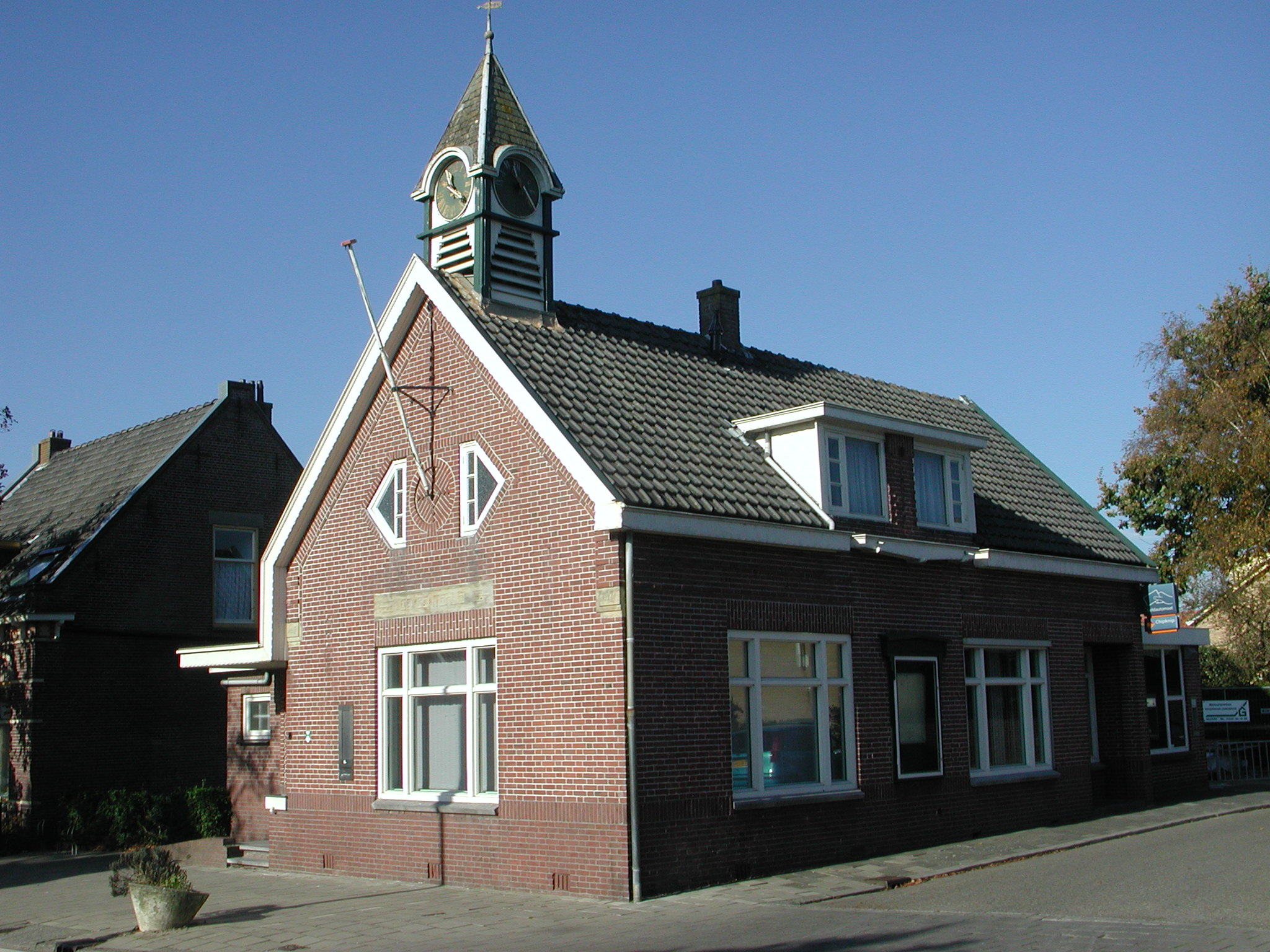
Driebruggen - voormalig gemeentehuis Lange Ruige Weide

Tijdens de periode waarin Nederland door het Franse keizerrijk was geannexeerd werd Lange Ruige Weide per 1 januari 1812 opgeheven en aan de mairie Waarder toegevoegd.
Na het herstel van de Nederlandse onafhankelijkheid werd deze Franse maatregel op 1 januari 1818 teruggedraaid. Drie jaar later werd Lange Ruige Weide samen met de buurgemeenten Oukoop en Papekop op 1 januari 1821 overgeheveld van de provincie Utrecht naar Holland.

## Gemeentewapen
De gemeente had geen eigen wapen dat door de Hoge Raad van Adel was goedgekeurd. Wel werd een officieus wapen gevoerd, bestaande uit een veld van goud, waarop een blauwe schaapscheerderschaar.
Dit was een enigszins gewijzigde versie van het wapen van de familie Buddingh. Nicolaas Willem Buddingh werd in 1804 ambachtsheer van Lange Ruige Weide.

## Opheffing van de gemeente
De gemeente Lange Ruige Weide deelde vaak burgemeester en gemeentesecretaris met buurgemeenten, zoals Papekop, Hekendorp en Waarder. Met ingang van 1 februari 1964 werd Lange Ruige Weide opgeheven. De polder Kortehoeven werd bij Reeuwijk gevoegd. De rest van Lange Ruige Weide ging met de gemeenten Papekop, Hekendorp en Waarder (grotendeels) op in de gemeente Driebruggen. Door latere herindelingen hoort Langeweide nu bij Bodegraven-Reeuwijk (Zuid-Holland) en Ruigeweide bij Oudewater (provincie Utrecht).